# Richmond Valley (New York City)
Richmond Valley ist ein Stadtviertel im Süden des Stadtbezirks (Borough) Staten Island, New York City, mit 5532 Einwohnern (2024).

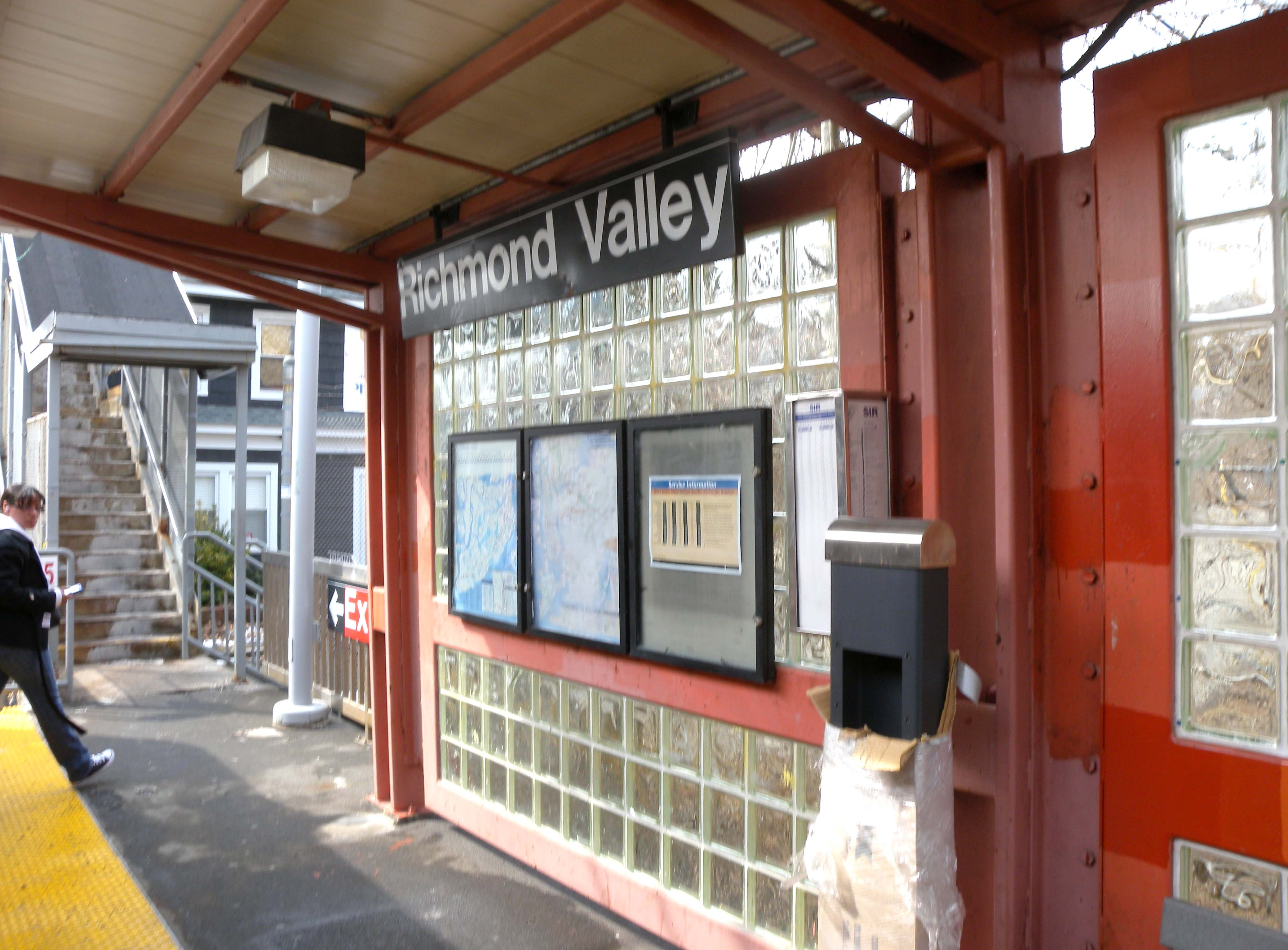
Bahnhof

## Lage
Richmond Valley liegt im südwestlichen Teil von Staten Island, angrenzend an Charleston, Tottenville und Prince’s Bay. Die Nachbarschaft erstreckt sich entlang der Arthur Kill Road und ist durch die Richmond Valley Station der Staten Island Railway an das öffentliche Verkehrsnetz angebunden.

## Demografie
Der Stadtteil hat einen hohen Anteil weißer Einwohner, gefolgt von asiatischen, hispanischen und afroamerikanischen Gruppen. Das mittlere Haushaltseinkommen liegt bei etwa 104.000 US-Dollar, was auf eine wohlhabende Nachbarschaft hindeutet. Der Altersdurchschnitt beträgt rund 42 Jahre.

## Geschichte
Richmond Valley entwickelte sich im 19. Jahrhundert als ländliche Siedlung mit landwirtschaftlichem Schwerpunkt. Durch den Bau der Eisenbahnstation 1860 wurde der Stadtteil besser erschlossen und wuchs stetig. Im 20. Jahrhundert folgte eine zunehmende Urbanisierung, und Richmond Valley wandelte sich zu einem typischen Vorstadtviertel mit Einfamilienhäusern und kleinen Gewerbegebieten.